# Nati nel 2000/Ottobre
| Questa pagina contiene informazioni ricavate automaticamente dalle voci biografiche con l'ausilio del template Bio e di un bot. L'aggiornamento è periodico e automatico e ricostruisce completamente la pagina. Se manca una persona in questa lista, sei pregato di non aggiungerla, ma accertati piuttosto che la sua voce biografica contenga il template Bio e che i dati anagrafici siano correttamente compilati. Se il template Bio manca, inseriscilo tu stesso o, in alternativa, metti l'avviso {{tmp\|Bio}} che ne segnala la mancanza. Se i dati riportati sono sbagliati, correggi direttamente la voce biografica; le modifiche saranno visibili in questa lista entro pochi giorni. Per chiarimenti vedi il progetto biografie. La lista contiene solo le 274 persone che sono citate nell'enciclopedia e per le quali è stato implementato correttamente il template Bio. Pagina aggiornata al 26 lug 2025. |

- 1º ottobre - Jonathan Milan, ciclista su strada e pistard italiano
- 1º ottobre - Adam Randell, calciatore inglese
- 1º ottobre - Kalle Rovanperä, pilota di rally finlandese
- 1º ottobre - Bruno Scorza, calciatore uruguaiano
- 1º ottobre - Jordan Whittington, giocatore di football americano statunitense
- 2 ottobre - Younes Delfi, calciatore iraniano
- 2 ottobre - Liang En-shuo, tennista taiwanese
- 2 ottobre - Asim Richards, giocatore di football americano statunitense
- 2 ottobre - Samuel Granada, calciatore brasiliano
- 2 ottobre - Richard Taylor, calciatore inglese
- 2 ottobre - Erick Pulga, calciatore brasiliano
- 3 ottobre - Cesinha, calciatore brasiliano
- 3 ottobre - Edwin Cerrillo, calciatore statunitense
- 3 ottobre - Quirin Emanga, cestista tedesco
- 3 ottobre - Jaziel Martínez, calciatore messicano
- 3 ottobre - Abril Montilla, attrice e modella spagnola
- 3 ottobre - Lassana N'Diaye, calciatore maliano
- 3 ottobre - Gonzalo Piñeiro, calciatore argentino
- 3 ottobre - Luquinha, calciatore brasiliano
- 3 ottobre - Mike Sainristil, giocatore di football americano haitiano
- 3 ottobre - Johannes Schütz, giocatore di football americano austriaco
- 3 ottobre - Lynn Wilms, calciatrice olandese
- 3 ottobre - Alessandro Zanoli, calciatore italiano
- 4 ottobre - Nikos Chougkaz, cestista greco
- 4 ottobre - Tim Marsman, ciclista su strada olandese
- 4 ottobre - Lunay, rapper e cantante portoricano
- 4 ottobre - Ayumu Sasaki, pilota motociclistico giapponese
- 4 ottobre - Lazar Trunić, cestista serbo
- 5 ottobre - Giacomo Altoè, pilota automobilistico italiano
- 5 ottobre - Gabriel Brazão, calciatore brasiliano
- 5 ottobre - Nicolás García, calciatore uruguaiano
- 5 ottobre - Kamaile Hiapo, pallavolista statunitense
- 5 ottobre - Femke Kok, pattinatrice di velocità su ghiaccio olandese
- 5 ottobre - Daniel Martin, nuotatore rumeno
- 5 ottobre - Eugene Omalla, velocista olandese
- 5 ottobre - Fernando Rodríguez, calciatore argentino
- 5 ottobre - Matúš Vojtko, calciatore slovacco
- 5 ottobre - Ana Paula Vázquez, arciera messicana
- 6 ottobre - Francisco Comesaña, tennista argentino
- 6 ottobre - Nerissima Serpe, rapper italiano
- 6 ottobre - Adson Ferreira Soares, calciatore brasiliano
- 6 ottobre - Klara Castanho, attrice brasiliana
- 6 ottobre - Braian Galván, calciatore argentino
- 6 ottobre - Sarah Gigante, ciclista su strada e pistard australiana
- 6 ottobre - Han Yu, giocatrice di curling cinese
- 6 ottobre - Jazz Jennings, attivista e personaggio televisivo statunitense
- 6 ottobre - Tariq Kazi, calciatore finlandese
- 6 ottobre - Dmytro Krys'kiv, calciatore ucraino
- 6 ottobre - Viktor Lukić, calciatore serbo
- 6 ottobre - Jasmine Martin, judoka sudafricana
- 6 ottobre - Robert Mejía, calciatore colombiano
- 6 ottobre - Isobelle Molloy, attrice britannica
- 6 ottobre - Zoë Më, cantautrice svizzera
- 6 ottobre - Marcin Patrzałek, chitarrista, compositore e arrangiatore polacco
- 6 ottobre - Kyle Pitts, giocatore di football americano statunitense
- 6 ottobre - Addison Rae, cantante e attrice statunitense
- 6 ottobre - Saint Levant, rapper, cantautore e musicista palestinese
- 6 ottobre - Anton Watson, cestista statunitense
- 6 ottobre - Cenk Özkacar, calciatore turco
- 6 ottobre - Mihael Štajnar, mountain biker, ciclista su strada e ciclocrossista sloveno
- 7 ottobre - Nick Broeker, giocatore di football americano statunitense
- 7 ottobre - Amadou Dante, calciatore maliano
- 7 ottobre - Salvatore Esposito, calciatore italiano
- 7 ottobre - Samuele Mulattieri, calciatore italiano
- 7 ottobre - Jahmir Young, cestista statunitense
- 7 ottobre - Stan van Dijck, calciatore olandese
- 8 ottobre - Alexandru Cîmpanu, calciatore rumeno
- 8 ottobre - Josh Hall, cestista statunitense
- 8 ottobre - Anna Pirovano, nuotatrice italiana
- 8 ottobre - Igor Savić, calciatore bosniaco
- 8 ottobre - Fabrício Santos, calciatore brasiliano
- 9 ottobre - Théo Arribagé, tennista francese
- 9 ottobre - Coline Devillard, ginnasta francese
- 9 ottobre - Abner González, ciclista su strada portoricano
- 9 ottobre - Sena Irie, pugile giapponese
- 9 ottobre - Gideon Mensah, calciatore ghanese
- 9 ottobre - Matías Núñez, calciatore argentino
- 9 ottobre - Godwin Omenaka, cestista nigeriano
- 9 ottobre - Manuel Pedreño, calciatore spagnolo
- 9 ottobre - Lucas Piton, calciatore brasiliano
- 9 ottobre - Jon Russell, calciatore giamaicano
- 9 ottobre - Lautaro Ríos, calciatore argentino
- 9 ottobre - Penei Sewell, giocatore di football americano samoano americano
- 9 ottobre - Anastasija Šepilenko, sciatrice alpina ucraina
- 10 ottobre - Ali Ahmed, calciatore canadese
- 10 ottobre - Juan Barinaga, calciatore argentino
- 10 ottobre - Dar"ja Bilodid, judoka ucraina
- 10 ottobre - Roler Ferrufino, calciatore boliviano
- 10 ottobre - David Majak, calciatore sudsudanese
- 10 ottobre - Lisa Mays, tennista australiana
- 10 ottobre - Aedin Mincks, attore statunitense
- 10 ottobre - Wanya Morris, giocatore di football americano statunitense
- 10 ottobre - Alex Moussounda, calciatore gabonese
- 10 ottobre - Felix Nmecha, calciatore tedesco
- 10 ottobre - Kitan Oladapo, giocatore di football americano statunitense
- 10 ottobre - Ewoud Pletinckx, calciatore belga
- 10 ottobre - Issa Soumaré, calciatore senegalese
- 10 ottobre - Kevin Yakob, calciatore iracheno
- 11 ottobre - Hayden Byerly, attore statunitense
- 11 ottobre - Victor Dican, calciatore rumeno
- 11 ottobre - Ewerthon Diógenes da Silva, calciatore brasiliano
- 11 ottobre - Marc-Olivier Doué, calciatore francese
- 11 ottobre - Troy Fautanu, giocatore di football americano statunitense
- 11 ottobre - Noah Havard, canoista australiano
- 11 ottobre - Emirhan Topçu, calciatore turco
- 12 ottobre - Riccardo Bagaini, atleta paralimpico italiano
- 12 ottobre - MarJon Beauchamp, cestista statunitense
- 12 ottobre - Pedro Santos, calciatore portoghese
- 12 ottobre - Brandon Coleman, giocatore di football americano statunitense
- 12 ottobre - Kilian Fischer, calciatore tedesco
- 12 ottobre - Margherita Giubilato, calciatrice italiana
- 12 ottobre - Lenny Joseph, calciatore francese
- 12 ottobre - Rostyslav Ljach, calciatore ucraino
- 12 ottobre - Uladzislaŭ Marozaŭ, calciatore bielorusso
- 12 ottobre - Roberto Massimo, calciatore tedesco
- 12 ottobre - João Gonçalves, calciatore portoghese
- 12 ottobre - Mihai Popa, calciatore rumeno
- 12 ottobre - Deantre Prince, giocatore di football americano statunitense
- 12 ottobre - Silvia Rubio, calciatrice spagnola
- 12 ottobre - Thomas Sabitzer, calciatore austriaco
- 12 ottobre - Mia Threapleton, attrice britannica
- 13 ottobre - Rahmat Abdullah, sollevatore indonesiano
- 13 ottobre - Kyrylo Carenko, ciclista su strada e pistard ucraino
- 13 ottobre - Sergio Carreira, calciatore spagnolo
- 13 ottobre - Josh Flint, calciatore inglese
- 13 ottobre - Tomáš Macháč, tennista ceco
- 13 ottobre - Federico Mori, rugbista a 15 italiano
- 13 ottobre - Sexmane, rapper e cantante finlandese
- 14 ottobre - Di'Shon Bernard, calciatore inglese
- 14 ottobre - Vrenz Bleijenbergh, cestista belga
- 14 ottobre - Aleksandar Bogdanović, giocatore di football americano serbo
- 14 ottobre - Daiana Falfán, calciatrice argentina
- 14 ottobre - Brennan Jackson, giocatore di football americano statunitense
- 14 ottobre - Anders Klynge, calciatore danese
- 14 ottobre - Arthur Leclerc, pilota automobilistico monegasco
- 14 ottobre - Albion Marku, calciatore albanese
- 14 ottobre - Uros Miloradović, calciatore serbo
- 14 ottobre - Dániel Zsóri, calciatore rumeno
- 15 ottobre - Enrique Llopis, ostacolista spagnolo
- 15 ottobre - Villemdrillem, rapper estone
- 16 ottobre - Yamato Fukasawa, nuotatore giapponese
- 16 ottobre - Iris Rabot, calciatrice francese
- 16 ottobre - Kevin Vermaerke, ciclista su strada e mountain biker statunitense
- 16 ottobre - Ivo Vázquez, calciatore messicano
- 16 ottobre - Juan Ángeles, calciatore dominicano
- 17 ottobre - Karim Ben El Ghali, giocatore di football americano tedesco
- 17 ottobre - Fasil Gebremichael, calciatore etiope
- 17 ottobre - Kim Yu-jin, taekwondoka sudcoreana
- 17 ottobre - Merrick McHenry, pallavolista statunitense
- 17 ottobre - Lalengmawia, calciatore indiano
- 17 ottobre - Calum Ward, calciatore inglese
- 17 ottobre - Dee Winters, giocatore di football americano statunitense
- 18 ottobre - Anna Arnaudo, mezzofondista italiana
- 18 ottobre - Jørgen Hedenstad Breivik, ex sciatore alpino norvegese
- 18 ottobre - Szabolcs Mezei, calciatore ungherese
- 18 ottobre - Uroš Milovanović, calciatore serbo
- 18 ottobre - Esme Morgan, calciatrice inglese
- 18 ottobre - Félix Stehli, ciclocrossista e ciclista su strada svizzero
- 18 ottobre - Ramón Terrats, calciatore spagnolo
- 18 ottobre - Sophie Thatcher, attrice statunitense
- 19 ottobre - Bela Bartha, pallavolista rumeno
- 19 ottobre - Marco Burch, calciatore svizzero
- 19 ottobre - Souffian El Karouani, calciatore olandese
- 19 ottobre - Bledar Lila, calciatore albanese
- 19 ottobre - Antonio Pérez, giocatore di calcio a 5 spagnolo
- 20 ottobre - Franco Déboli, calciatore argentino
- 20 ottobre - David Farinango, nuotatore ecuadoriano
- 20 ottobre - Mateo Gamarra, calciatore paraguaiano
- 20 ottobre - Hércules Pereira do Nascimento, calciatore brasiliano
- 20 ottobre - Ivan Kuz'mičëv, calciatore russo
- 20 ottobre - Atonio Mafi, giocatore di football americano statunitense
- 20 ottobre - Kenneth Walker III, giocatore di football americano statunitense
- 21 ottobre - Zinedine Boutmène, calciatore algerino
- 21 ottobre - Magou Doucouré, calciatrice francese
- 21 ottobre - José Elo, calciatore spagnolo
- 21 ottobre - Mads Hedenstad Christiansen, calciatore norvegese
- 21 ottobre - Imanbek, disc jockey e produttore discografico kazako
- 21 ottobre - Mima Itō, tennistavolista giapponese
- 21 ottobre - Leonie Küng, tennista svizzera
- 21 ottobre - Gonçalo Cardoso, calciatore portoghese
- 21 ottobre - Gustavo Viera, calciatore uruguaiano
- 21 ottobre - Blerton Šeji, calciatore macedone
- 22 ottobre - Brenden Aaronson, calciatore statunitense
- 22 ottobre - Baby Keem, rapper, cantautore e produttore discografico statunitense
- 22 ottobre - Michal Fukala, calciatore ceco
- 22 ottobre - Jaquelin Roy, giocatore di football americano statunitense
- 22 ottobre - Taha Şahin, calciatore turco
- 23 ottobre - Tyrion Davis-Price, giocatore di football americano statunitense
- 23 ottobre - Hanna Ferm, cantante svedese
- 23 ottobre - Raúl Fernández, pilota motociclistico spagnolo
- 23 ottobre - AKA 7even, cantautore italiano
- 23 ottobre - Rayan Philippe, calciatore francese
- 23 ottobre - Freddy Quispel, calciatore olandese
- 23 ottobre - Eliano Reijnders, calciatore olandese
- 23 ottobre - Zaira Wasim, attrice indiana
- 24 ottobre - Camilo Albornoz, calciatore argentino
- 24 ottobre - Ezequiel Busquets, calciatore uruguaiano
- 24 ottobre - Derya Cebecioğlu, pallavolista turca
- 24 ottobre - Lewis Davey, velocista britannico
- 24 ottobre - Athenea del Castillo, calciatrice spagnola
- 24 ottobre - Dīmītrios Emmanouīlidīs, calciatore greco
- 24 ottobre - Judah García, calciatore trinidadiano
- 24 ottobre - Michelle Gulyás, pentatleta ungherese
- 24 ottobre - Jhilmar Lora, calciatore peruviano
- 24 ottobre - Sofia Meneghini, calciatrice italiana
- 24 ottobre - August Mikkelsen, calciatore norvegese
- 24 ottobre - Giovanni Montemauri, rugbista a 15 italiano
- 24 ottobre - Fernando Niño, calciatore spagnolo
- 24 ottobre - Wayne Pinnock, lunghista giamaicano
- 24 ottobre - Amélie Rotar, pallavolista francese
- 24 ottobre - Nándor Tamás, calciatore rumeno
- 25 ottobre - Felix Bacher, calciatore austriaco
- 25 ottobre - Amir Bageria, attore canadese
- 25 ottobre - Dan Ndoye, calciatore svizzero
- 25 ottobre - Jonathan Panzo, calciatore inglese
- 25 ottobre - Cédric Pries, ciclista su strada e ciclocrossista lussemburghese
- 25 ottobre - Samuel Silvera, calciatore australiano
- 25 ottobre - Dominik Szoboszlai, calciatore ungherese
- 25 ottobre - Vincent Zhou, pattinatore artistico su ghiaccio statunitense
- 26 ottobre - Amine Boutrah, calciatore francese
- 26 ottobre - Jenson Brooksby, tennista statunitense
- 26 ottobre - Ezequiel Bullaude, calciatore argentino
- 26 ottobre - Leo Chenal, giocatore di football americano statunitense
- 26 ottobre - Elvin Cəfərquliyev, calciatore azero
- 26 ottobre - Valerio Grond, fondista svizzero
- 26 ottobre - Daniel Håkans, calciatore finlandese
- 26 ottobre - Evan Hull, giocatore di football americano statunitense
- 26 ottobre - Anastasija Kuročkina, snowboarder russa
- 26 ottobre - Chiara Leone, modella cilena
- 26 ottobre - Rudolf Molleker, tennista tedesco
- 26 ottobre - Alán Montes, calciatore messicano
- 26 ottobre - Connor Parsons, calciatore inglese
- 26 ottobre - Marcel Alejandro Ruiz Suárez, calciatore messicano
- 26 ottobre - Janine Schmitt, sciatrice alpina svizzera
- 27 ottobre - Assad Al Hamlawi, calciatore svedese
- 27 ottobre - Oğuz Aydın, calciatore turco
- 27 ottobre - Fiordaliza Cofil, velocista dominicana
- 27 ottobre - Jacopo Da Riva, calciatore italiano
- 27 ottobre - Elijah Higgins, giocatore di football americano statunitense
- 27 ottobre - Alperen Karahan, pesista turco
- 27 ottobre - Paulina Krumbiegel, calciatrice tedesca
- 27 ottobre - Thierry Lutonda, calciatore belga
- 27 ottobre - Fredrik Møller, sciatore alpino norvegese
- 27 ottobre - Konan N'Dri, calciatore ivoriano
- 28 ottobre - Alizade, rapper e cantante azera
- 28 ottobre - Charles Bassey, cestista nigeriano
- 28 ottobre - Tom Vialle, pilota motociclistico francese
- 29 ottobre - Ailama Cesé, pallavolista cubana
- 29 ottobre - Dominik Oroz, calciatore croato
- 29 ottobre - André Seruca, calciatore portoghese
- 30 ottobre - Isaiah Foskey, giocatore di football americano statunitense
- 30 ottobre - Oscar Guo, giocatore di badminton neozelandese
- 30 ottobre - Ovidiu Horșia, calciatore rumeno
- 30 ottobre - Amirhossein Hosseinzadeh, calciatore iraniano
- 30 ottobre - Joel King, calciatore australiano
- 30 ottobre - Jannis Peter, ciclista su strada e pistard tedesco
- 30 ottobre - Ashley Williams, calciatore liberiano
- 30 ottobre - Jeffery Xiong, scacchista statunitense
- 31 ottobre - Thiago Andrade, calciatore brasiliano
- 31 ottobre - Áron Csongvai, calciatore ungherese
- 31 ottobre - Valentín Depietri, calciatore argentino
- 31 ottobre - Adriana Díaz, tennistavolista portoricana
- 31 ottobre - Ickey Ekwonu, giocatore di football americano statunitense
- 31 ottobre - César Gelabert, calciatore spagnolo
- 31 ottobre - Karem Jaber, calciatore israeliano
- 31 ottobre - Jaume Masiá, pilota motociclistico spagnolo
- 31 ottobre - Georges Mikautadze, calciatore francese
- 31 ottobre - Alisa Ozhogina, nuotatrice artistica russa
- 31 ottobre - Samuel Pancotti, calciatore sammarinese
- 31 ottobre - Cyréna Samba-Mayela, ostacolista francese
- 31 ottobre - Yentl Vandevelde, ciclista su strada belga
- 31 ottobre - Stratos Voulgaropoulos, cestista greco
- 31 ottobre - Willow, attrice, musicista e produttrice discografica statunitense
- 31 ottobre - Andrei Dragoș Șerban, calciatore rumeno